# Логойская ткацкая фабрика
Логойская ткацкая фабрика (бел. Лагойская ткацкая фабрыка), также известна как Логойская полотняная фабрика (бел. Лагойская палатняная фабрыка) — частновладельческое предприятие по производству тканей в Российской империи, основанное графом Константином Тышкевичем в местечке Логойск Минской губернии (в настоящее время — город в Минской области Белоруссии). Действовало в 1837—1856 годах.
Здание бывшей полотняной фабрики в Логойске находится в центре города, на углу исторических Плещеницкой и Никольской улиц (нынешний официальный адрес — улица Советская). Как памятник архитектуры XIX века, является объектом Государственного списка историко-культурных ценностей Республики Беларусь.

## История
В 1837 году Константин Тышкевич основал в Логойске предприятие по производству тканей, которое работало до 1856 года. Фабрика выпускала полотно, хлопчатобумажные и льняные платки.
В цифре минского губернатора за 1842 год отмечается, что полотняная фабрика в местечке Логойске производит товара на 5770 рублей в год, который находит сбыт частично на территории губернии, частично — поставляется в Ригу, откуда, возможно, идёт дальше на экспорт.
В краеведческом очерке Павла Шпилевского «Путешествие по Полесью и белорусскому краю», впервые опубликованном в Санкт-Петербурге в известном журнале «Современник» в 1853—1855 годах, это предприятие описывается следующим образом:
Логойск славится фабрикой бумажных и льняных изделий, основанной графом Константином Тышкевичем в 1837 году, которая теперь дошла до определённой степени совершенства: на ней 50 станков, которые за год производят от 800 до 900 аршин бумажных (хлопчатобумажных) и льняных тканей на сумму от 20 000 до 25 000 рублей серебром. Льняная пряжа для фабрики закупается в Минской губернии, а бумажная выписывается из  Англии (с Манчестера).
Ткани выпускались как грубые, так и тончайшие, что свидетельствует о высоком уровне качества. Помимо иностранцев, приглашённых из Германии, на фабрике работало 80 мужчин и 5 женщин.

## Здание фабрики
Здание, в котором располагалась фабрика, сохранилось до сегодняшних дней и является одной из старейших построек Логойска. Здание, простоявшее более полутора веков, сегодня ещё имеет сравнительно хороший вид. Выполнено в архитектурном стиле классицизма. Здание бывшей фабрики построено с брусового дерева на высоком каменном фундаменте, длиною 37, шириною 11 аршин. Крыша гонтовая. Здание в плане Г-образное. Основной объём — одноэтажный, боковой — двухэтажный с верандой. Фронтон веранды украшен резным узором.
Впоследствии здание фабрики использовалось сначала в качестве еврейской, а затем — белорусской школы. В настоящее время приспособлено под жилой дом.
Постановлением Совета Министров Республики Беларусь от 14 мая 2007 года № 578 здание бывшей полотняной фабрики как один из фрагментов усадьбы Тышкевичей в Логойске внесено в Государственный список историко-культурных ценностей Республики Беларусь в качестве историко-культурной ценности регионального значения (категория 3).